# آندره برنارد
آندره برنارد (انگلیسی: Andrée Bernard؛ زادهٔ ۲۸ نوامبر ۱۹۶۶) بازیگر اهل بریتانیا است.
از فیلم‌ها یا مجموعه‌های تلویزیونی که وی در آن‌ها نقش داشته‌است، می‌توان به شاهد خاموش، پوآرو، شهر هالبی و دکتر هو اشاره نمود.